# Ludwig Ramdohr
Ludwig Ramdohr, född 15 september 1909 i Kassel, död 3 maj 1947 i Hameln, var en tysk kriminaltjänsteman och dömd krigsförbrytare.

## Biografi
I början av andra världskriget tjänstgjorde Ramdohr i Feldgendarmerie. År 1941 blev han förhörsledare i ungdomskoncentrationslägret i Moringen.
Ramdohr kom i juli 1942 till koncentrationslägret Ravensbrück, där han var verksam vid den politiska avdelningen, det så kallade Lager-Gestapo. Ramdohr hade flera angivare och han var fruktad för sina förhörsmetoder. I början av 1945 greps Ramdohr för misshandel av en kvinnlig polsk intern samt otillåten förbindelse med en annan. Han ställdes inför en SS- och polisdomstol i Berlin och dömdes den 20 april 1945 till sex års fängelse. Ramdohr kunde dock till viss del förklara sitt beteende och skickades istället till en straffbataljon vid fronten.
Ramdohr greps av amerikanska trupper den 3 maj 1945 och internerades. I december 1946 ställdes Ramdohr och 15 andra misstänkta krigsförbrytare inför rätta vid Första Ravensbrückrättegången. Den 3 februari 1947 dömdes Ramdohr till döden genom hängning och avrättades i Hamelnfängelset den 3 maj 1947.